# Pladenjski bioreaktor
Pladenjski bioreaktor (angleško tray bioreactor) je najstarejša zvrst bioreaktorjev s trdnim gojiščem. 

## Opis
Pladenjski bioreaktor je preprosta in zelo stara biotehnološka iznajdba, značilna predvsem za Daljni vzhod: bioreaktor je sestavljen iz pladnja in nanj nasutega sloja. Gre za tip bioreaktorja v majhnem oz. srednje velikem merilu (povečanje merila je omejeno zaradi prenosa plinov, hranil in toplote v trdnem okolju). Pladnji s substratom so leseni ali kovinski (nerjavno jeklo), danes vse pogosteje tudi plastični. Za lažjo izmenjavo plinov je lahko dno luknjičavo ali iz žične mrežice. Substrat je na tanko nasut (navadno 2–5 centimetrov, a lahko tudi do 15 centimetrov na debelo). Možnost okužbe je zmanjšana, če je pladenj prekrit z gosto, a lahko krpo (ang. cheese cloth); metoda ni sterilna in je večinoma statična. Substrat se sterilizira pred polnjenjem. Inokulum se razprši po razprostrtem substratu ali pa se mu doda že prej. Pladnji so lahko posamezni ali pa je nameščeno po več pladnjev v prostoru z nadzorovano temperaturo in vlago oz. urejenim prezračevanjem (t. i. inkubator). Močno prezračevanje lahko izsuši gojišče, zato ga je treba močiti, uporabiti razpršila ali dovajati vlažen zrak. Postopek zahteva veliko prostora in delavno osebje: inokulacija in občasno mešanje sta navadno opravljena ročno, prav tako tudi premeščanja, polnjenje, praznjenje in pomivanje, vendar obstajajo tudi že deloma avtomatizirani primeri, zlasti za polnjenje.
Med mlajše iznajdbe na področju pladenjskih bioreaktorjev sodi uporaba vrečk namesto togega okvirja. Vrečka ima lahko vgrajen poseben filter (iz plastike, papirja ali tkanine) za prepuščanje plinov ali pa je v celoti izdelana iz posebne plastike, ki omogoča prehajanje O2 in CO2, zadrži pa vodo. To je za mikroorganizme izrednega pomena, saj je tako preprečena izsušitev gojišča, hkrati pa je zmanjšana možnost okužb z neželenimi organizmi. Starejši materiali, npr. mikroporozna plastika (0,4 µm) iz polipropilena, niso zadrževali vode, zato so morale biti vrečke v prostoru s stalno 95 % relativno vlažnostjo. Prednost takih vrečk je bila, poleg izmenjave plinov ter zadrževanja kontaminantov in spor, ki jih v njej gojijo, možnost avtoklaviranja. Vendar postopek v vrečkah še vedno zadosti le potrebam po manjših količinah: tako so v zgodnjih osemdesetih letih 20. stoletja gojili spore Aspergillus niger za nadaljnjo uporabo, leta 1999 pa so v Avstraliji v takšnih samozračnih vrečkah nagojili že več kilogramov spor Metarhizum anisopliae, ki učinkujejo kot biopesticid.

## Prednosti in pomanjkljivosti
Čeprav se danes zaradi višjih donosov ter večje predvidljivosti in lažjega upravljanja bioprocesa uporabljajo predvsem bioreaktorji s tekočim gojiščem, so pladenjski bioreaktorji zaradi svoje enostavnosti in robustnosti primerni za začetne dejavnosti, zlasti če za delovno kulturo uporabljamo hitro rastoče glive, ki so zmožne rasti v ekstremnih razmerah, za substrat pa odpadke iz živilsko- in lesnopredelovalne industrije ter kmetijstva, ki so zelo poceni. Slabosti so hkrati prednosti: manj merilnih naprav in odsotnost gibanja pomeni manjše stroške, enostavno načrtovanje, lažje čiščenje in nič penjenja. Največja ovira omenjene tehnike je nezmožnost stalne proizvodnje v velikih količinah: omejena je z velikostjo pladnja, višino nasutega sloja in prekinjenostjo procesa ob iztrošenosti gojišča. Velika prednost tovrstnih bioreaktorjev je, da je priprava samih pladnjev poceni, teže pa je vzdrževati celoten prostor pri stalni temperaturi in vlažnosti. Zaradi otežene izmenjave plinov, vode in toplote je takšne bioreaktorje v večini primerov teže postaviti v večje merilo, zato lahko večjo produktivnost dosežemo z obsežnim sistemom manjših pladnjev (ang. tray room/chamber). Kljub temu so pladenjski bioreaktorji primerni, če je:
- povpraševanje po produktu razmeroma nizko,
- mogoče prodati celoten pladenj s produktom vred, torej neposredno,
- delovna sila poceni,
- je delovna kultura nitasta gliva.

Mogoče izboljšave in različice so:
- velikost in oblika pladnja (pladenj, kvader, vrečka),
- snov izdelave (les, bambus, žica, plastika),
- luknjičavost dna in strani,
- uporaba vodnega hlajenja.

V primeru pladenjskih bioreaktorjev je tolmačenje, kaj natančno je bioreaktor – posamezen pladenj, skupek pladnjev (inkubator) ali ves prostor, zapolnjen s pladnji – odvisno od primera do primera. Kadar imamo v prostoru odprte pladnje, temperatura in vlaga pa sta natančno uravnavani, je smiselno govoriti o celotnem prostoru kot bioreaktorju. Ker se je večina raziskav posvečala posameznim pladnjem, ni povsem jasno, kakšen in kolikšen vpliv na volumetričen donos ima sama razporeditev pladnjev v prostoru (predvsem razmik med njimi).
Medtem ko je povečava bioreaktorskega sistema na ravni posameznega pladnja nadvse težavna, pa je za celotni sistem enostavna, ker pomeni le zaporedno pomnožitev posameznih pladnjev. Takšna povečava je pogosta zlasti na Daljnem vzhodu, kjer se pladenjski bioreaktorji še danes najbolj množično uporabljajo.

## Matematični modeli za konstruiranje
Višina nasutega sloja: Ragheva Rao je za določanje optimalne debeline nasutega sloja predlagal enačbo, s katero je okvirno izračunal, da je najustreznejša debelina  nasutega sloja 2,4 cm oz. 4,8 cm, če je dno luknjičavo:
Dc = (2DCYxo/Rxm)1/2
kjer je:
- Dc kritična debelina sloja (ang. critical depth) [cm],
- C koncentracija O2 v zraku [g/cm3] (suh zrak ima pri tlaku 1 bar in temperaturi 25 ºC  koncentracijo C = 2,7 x 10-4 g/cm3),
- D difuzivnost O2 [cm2/h],
- Yxo koeficient biomasnega izkoristka [g suhe biomase/g O2],
- Rxm maksimalna stopnja rasti [g suhe biomase/cm3h].

Ustrezna vlažnost: z bilancami je bil izračunan model, ki omogoča zagotavljanje ustrezne vlažnosti z določenjem primerne temperature,  s čimer z merjenjem le enega parametra ugotovimo 2 ključna podatka:
To = Tz + 1,03(Tz – Tn) – 131pCO2
kjer je:
- To temperatura okolice pladenjskega bioreaktorja [ºC/K],
- Tz temperatura izstopnega zraka [ºC/K],
- Tn temperatura vstopnega zraka [ºC/K],
- pCO2 parcialni tlak ogljikovega dioksida [Pa].

## Uporaba
Danes je najpogostejši substrat pladenjskih bioreaktorjev lignoceluloza, zato se uporabljajo predvsem za gojenje gliv in njihovih produktov, redkeje, a vendar vse pogosteje, pa nas zanima tudi substrat kot posledica glivnega delovanja. Nekaj ključnih rab:
- priprava kodžija kot osnove za nadaljnje prehrambne izdelke,
- pridelava citronske kisline,
- gojenje užitnih gob,
- gojenje gliv za kasnejšo žetev spor ter ekstrakcijo encimov in sekundarnih metabolitov,
- pridelava krme (palo podrido),
- kisanje in čiščenje odpadnih voda je mogoče s posebno različico pladenjskih bioreaktorjev s kroženjem tekočine, ki se stalno razpršuje na nasuti sloj ter steka v zbirno posodo.